# Bakerhaaien
Bakerhaaien (Orectolobiformes) zijn een orde van lange, vaak sterk afgeplatte haaien. Het is een kleine orde van 7 families van haaien, onder andere de walvishaai, de verpleegsterhaaien en de zebrahaai vallen onder deze orde.

## Algemene kenmerken
De volgende algemene kenmerken zijn aanwezig: een aarsvin, vijf kieuwspleten aan iedere zijde, en twee rugvinnen. Herkenbaar zijn de diepe groeven die de neusgaten met de bek verbinden en de vlezige tastdraden die langs de bekrand lopen.

## Algemene leefwijze
Bakerhaaien eten meestal vlees, maar geen enkele soort eet prooien zo groot als de mens, en zien zwemmers als gevaar. Ondanks de lengte en de indrukwekkende grootte, veroorzaakt door grote vinnen of huidflappen, zijn bakerhaaien ongevaarlijk.

## Taxonomie
- Orde: Orecolobiformes (Bakerhaaien)
  - Familie: Brachaeluridae (Blinde haaien) (Ogilby, 1908)
  - Familie: Ginglymostomatidae (Verpleegsterhaaien of zusterhaaien) (T. N. Gill, 1862)
  - Familie: Hemiscylliidae (Bamboehaaien of epaulethaaien) (T. N. Gill, 1862)
  - Familie: Orectolobidae (Wobbegongs) (T. N. Gill, 1896)
  - Familie: Parascylliidae (Tapijthaaien) (T. N. Gill, 1862)
  - Familie: Rhincodontidae (Walvishaaien) (A. Smith, 1829)
  -  Familie: Stegostomatidae (J. P. Müller & Henle, 1837)

Bakerhaaien (Orectolobiformes) · Doornhaaiachtigen (Squaliformes) · Echinorhiniformes · Grauwe haaien (Hexanchiformes) · Makreelhaaien (Lamniformes) · Grondhaaien (Carcharhiniformes) · Zee-engelen (Squatiniformes) · Varkenshaaien (Heterodontiformes) · Zaaghaaien (Pristiophoriformes)